# Yayoi Kusama
Yayoi Kusama (jap. 草間 彌生 eller förenklat 草間 弥生 Kusama Yayoi), född 22 mars 1929 i Matsumoto i Japan, är en japansk målare, tecknare, skulptör och författare. Under sin karriär har hon arbetat i en mängd olika medier, bland annat måleri, collage, skulptur, performance och installationer, varav de flesta visar fram hennes tematiska intresse för psykedeliska färger, upprepning och mönster. Hennes favoritmönster är prickar och fallosar.

## Tidiga år
Född i en medelklassfamilj med plantskola började Kusama skapa konst i unga år och fortsatte med att studera japanskt Nihonga-måleri i Kyoto 1948. Frustrerad över denna så tydligt japanska stil blev hon intresserad av europeisk och amerikansk avant-garde och iscensatte flera separatutställningar av sina målningar i Matsumoto och Tokyo under 1950-talet.

## I New York
År 1957 flyttade hon till USA och slog sig ner i New York City, där hon producerade en serie målningar påverkad av den abstrakta expressionistiska rörelsen. Efter att ha bytt till skulptur och installation som sina primära medier, blev Kusama en fast del av New Yorks avant-garde. Hennes verk ställdes ut tillsammans med storheter som Andy Warhol, Claes Oldenburg och George Segal under det tidiga 1960-talet, där hon ofta blev förknippad med popkonst-rörelsen. När hon tog till sig uppkomsten av hippiens motkultur i slutet av 1960-talet, väckte Kusama allmänhetens uppmärksamhet efter att hon organiserat en serie Kroppsfestivaler, där nakna deltagare hade målats med färggranna prickar.

## Åter i Japan
År 1973 flyttade Kusama tillbaka till sitt hemland Japan, där hon fann konstscenen mycket mer konservativ än i New York. Efter att ha blivit konsthandlare sviktade hennes verksamhet efter ett antal år. Hon ådrog sig psykiatriska problem och skrev år 1977 frivilligt in sig på ett sjukhus, där hon fortfarande tillbringar resten av sitt liv. Härifrån fortsatte hon att producera konstverk i olika medier, och inledde en litterär karriär. Hon har publicerat flera romaner, en diktsamling och en självbiografi.

## Erkännande
Kusamas arbeten är baserade på konceptuell konst och exemplifierar feminism, minimalism, surrealism, särlingskonst, popkonst och abstrakt expressionism. Dessa smälts samman med självbiografisk, psykologiskt och sexuellt innehåll. Kusama är också en publicerad författare och poet, som har skapat betydande arbeten inom film och modedesign. Retrospektiva utställningar har hållits på Museum of Modern Art i New York och Tate Modern i London. Ett av hennes verk bjöds ut 2008 på Christie's i New York och ropades in för 5,1 miljoner dollar, ett rekord för en levande kvinnlig konstnär.

## Bildgalleri

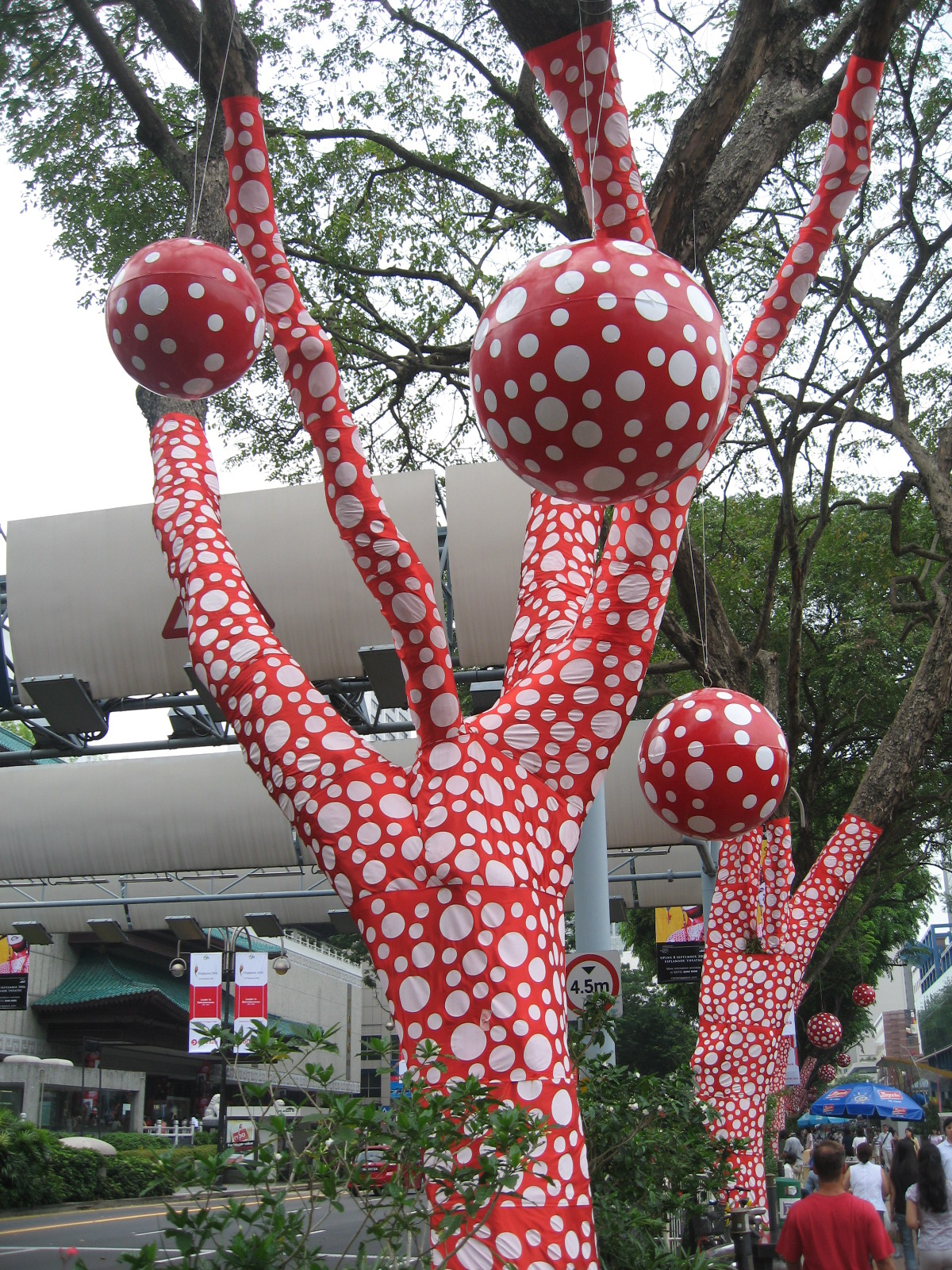
Ascension of Polka Dots on the Trees vid Singapore Biennal 2006
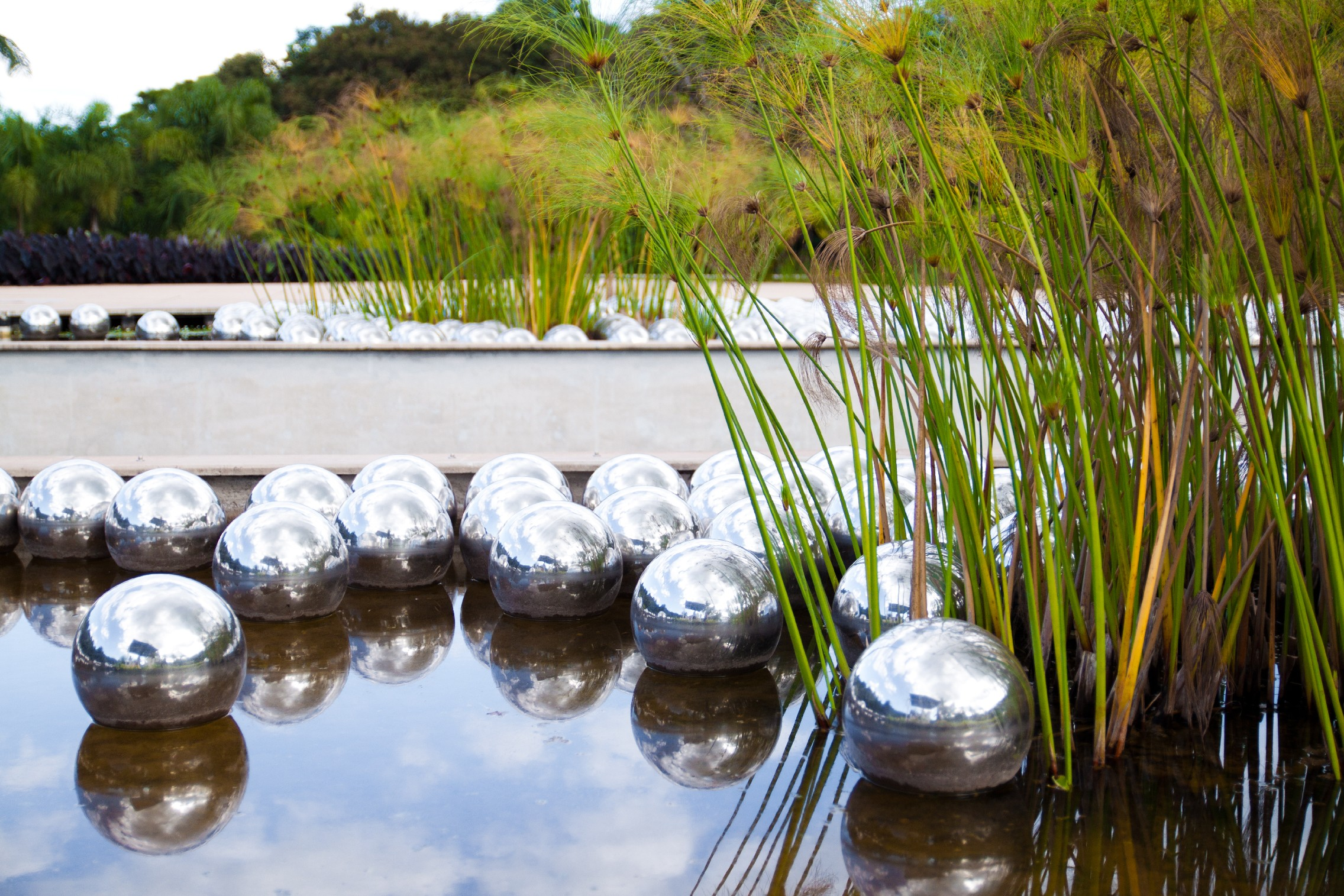
Narcissus Garden, Inhotim, Brasilien